# Nerina De Walderstein
Nerina De Walderstein (Trieste, 9 luglio 1925 – Trieste, 15 febbraio 2011) è stata una partigiana italiana, superstite del campo di concentramento di Auschwitz.

## Biografia
Nerina De Walderstein nasce a Trieste nel 1922 in una famiglia della vecchia aristocrazia giuliana, di orientamento antifascista, la cui residenza durante l’occupazione nazifascista si trasforma in un punto di raccolta di medicinali per le formazioni partigiane. Nerina entra giovanissima nella Resistenza; con il fratello fa parte del gruppo dei GAP di Venezia, e si occupa del trasporto di materiale bellico e chirurgico.
Il 23 marzo 1944, all'età di 18 anni, viene arrestata a Trieste e rinchiusa a Villa Triste, dove è interrogata e torturata per otto giorni dai nazifascisti. In seguito viene portata alle prigioni dei Gesuiti, in cui rimane per due mesi, e al carcere del Coroneo, dove subisce altre torture.
Il 21 giugno 1944 viene deportata al campo di concentramento di Auschwitz-Birkenau e immatricolata con il numero 82132. Nel tentativo di difendere due ragazzine del Goriziano, accusate ingiustamente di avere rubato una pagnotta, viene violentemente ferita alla testa con il calcio del fucile da un militare delle SS. A causa della gangrena che si formerà sulla ferita, dovrà subire un'operazione chirurgica.
Il 10 ottobre 1944 è trasferita al campo di concentramento di Flossenbürg e in dicembre alla fabbrica di lampadine OSRAM a Plauen. In seguito al bombardamento della fabbrica da parte degli Alleati, De Walderstein e le sue compagne vengono liberate. Fugge con un gruppo di superstiti da un campo di smistamento e nel 1946 fa ritorno a Trieste, allora sotto governo anglo-americano, dove erano in corso manifestazioni per determinare lo “status” della città.
Dopo essere rientrata a casa, dove la famiglia la riteneva morta, Nerina si riprende poco a poco, debilitata dalla prigionia. Casualmente, durante una breve passeggiata in città, si imbatte in un corteo e viene arrestata dagli uomini della polizia civile istituita dal Governo Militare Alleato, fra i quali, si saprà in seguito, si trova alle dipendenze degli Alleati un'ex appartenente della famigerata Banda Collotti, il nucleo di membri più spietati dell'Ispettorato Speciale di Pubblica Sicurezza per la Venezia Giulia di Trieste, che l'aveva arrestata nel 1944. Nerina rimarrà un mese in cella, senza che la famiglia ne sia messa al corrente.
Fin dagli anni Cinquanta Nerina De Walderstein è stata molto attiva nello svolgere incessante attività di testimone delle deportazioni e morti in Germania, soprattutto con i giovani. Infatti, prima di ammalarsi, aveva dedicato i suoi ultimi anni a girare nelle scuole, per parlare con gli studenti della sua drammatica esperienza e per tenere alti i valori dell'antifascismo.
Nel 1952 ha trafugato delle ceneri da un forno crematorio di Birkenau, che oggi si trovano al museo della Risiera di San Sabba di Trieste.
È morta a Trieste il 15 febbraio 2011.